# From Ancient Times
From Ancient Times es el primer álbum de estudio del grupo italiano de rock progresivo Ainur, lanzado en diciembre de 2006. Fue grabado durante el verano de 2006 en los Electromantic Synergy Studios, en San Sebastiano da Po (Turín).
Ainur toman su inspiración para este disco (como su nombre) del libro El Silmarillion, el trabajo de toda una vida de su autor J. R. R. Tolkien, publicado póstumamente. La poesía de Tolkien está presente desde el principio hasta el final de esta especie de suite a cuatro voces. El álbum se caracteriza por la mezcla de muy diversos géneros musicales, lo que se ha consolidado como un sello de la banda.
La primera pista del disco es una introducción narrada («How It All Began»), cuyo texto está extraído del principio del «Valaquenta», en la que se describe la música primordial que Ilúvatar hizo cantar a los Ainur. Durante la narración se introducen algunos de los temas posteriores del disco. Se pasa de una fase melódica representada por «The Beginning of Days» y «The Firstborn» (en la que se oye el trote de un caballo que representa al vala Oromë); con algún paréntesis lírico como «Ungoliant / The Power of Unlight»; llegando a otros temas más fuertes como «The Fall of Nargothrond», «Fall of Gondolin» o «War of Wrath»; para cerrar con la melancólica «Maglor / The Lost Elf».

## Lista de canciones
Todas las letras escritas por Wilma Collo.
| N.º   | Título                             | Música                                | Duración |  |
| 1.    | «How It All Began»                 | G. Castelli, L. Catalano, M. Catalano | 1:46     |  |
| 2.    | «The Beginning of Days»            | L. Catalano, M. Catalano, G. Castelli | 5:45     |  |
| 3.    | «The Firstborn»                    | L. Catalano, M. Catalano, G. Castelli | 5:43     |  |
| 4.    | «Ungoliant / The Power of Unlight» | M. Catalano, L. Catalano, G. Castelli | 5:36     |  |
| 5.    | «Ulmo's Voice»                     | G. Castelli, L. Catalano, M. Catalano | 2:35     |  |
| 6.    | «The Fall of Nargothrond»          | G. Castelli, L. Catalano, M. Catalano | 4:43     |  |
| 7.    | «Nienor / The Weeping Maid»        | G. Castelli, L. Catalano, M. Catalano | 2:39     |  |
| 8.    | «The Fall of Gondolin»             | G. Castelli, L. Catalano, M. Catalano | 10:31    |  |
| 9.    | «Earendil & Elwing»                | G. Castelli, L. Catalano, M. Catalano | 6.56     |  |
| 10.   | «War of Wrath»                     | G. Castelli, L. Catalano, M. Catalano | 8.59     |  |
| 11.   | «Maglor / The Lost Elf»            | L. Catalano, M. Catalano, G. Castelli | 3:45     |  |
| 59:02 |                                    |                                       |          |  |

## Intérpretes

### Miembros de la banda
- Luca Catalano: compositor, coros, guitarra eléctrica, guitarra acústica y guitarra clásica;
- Marco Catalano: compositor, coros y tambor;
- Gianluca Castelli: compositor, órgano Hammond, sintetizador Moog y piano;
- Simone Del Savio: compositor y voz solista (barítono);
- Alessandro Armuschio: teclado;
- Luca Marangoni: violín;
- Carlo Perillo: viola;
- Daniela Lorusso: violonchelo;
- Chiara Marangoni: trompas;
- Massimiliano Clara: voz solista;
- Federica Guido: voz solista;
- Elena Richetta: voz solista;
- Urania Pinto: voz solista;
- Chiara Garbolino: flautas;
- Giuseppe Ferrante: bajo;
- Cecilia Lasagno: arpa;
- Alberto Paolillo: clarinete;
- Wilma Collo: adaptación de las letras y narración en «The Fall of Gondolin».

### Invitados
- Marta Varsalona: voz del narrador en «How it All Began».